# Frank Lautenberg
Frank Lautenberg (Paterson, 1924. január 23. – New York, 2013. június 3.) az Amerikai Egyesült Államok szenátora (New Jersey, 1982–2001 és 2003-2013).